# Wielkopolski
Vous lisez un « bon article » labellisé en 2019.
Le Wielkopolski (polonais : koń wielkopolski, soit « cheval de Grande-Pologne ») est une race de chevaux originaire de la région de Grande-Pologne, à laquelle il doit son nom. Le Wielkopolski provient d'un croisement entre des races polonaises déjà établies, le Mazurien et le Poznań, dans les années 1960. Il est durant une trentaine d'années le cheval le plus numériquement important en Pologne, avec environ 120 000 individus recensés en 1993. Son élevage s'effondre durant les années suivantes, en raison de restrictions aux autorisations de croisement, une sévère chute d'effectifs jusqu'au début du XXIe siècle ne laissant plus qu'environ 1 400 animaux enregistrés en 2016.
Le Wielkopolski est un demi-sang typique, de poids moyen, montrant l'influence des chevaux germaniques, et notamment du Trakehner. Autrefois employé pour les travaux agricoles, il est devenu un cheval de sport, employé pour tous les sports équestres, tant sous la selle qu'à l'attelage, utilisation pour laquelle il dispose d'une bonne réputation. Absent des niveaux internationaux de compétition de saut d'obstacles, le Wielkopolski subit la concurrence d'une autre race locale, le cheval de sport polonais. Peu exporté, il est désormais considéré comme une race rare, en danger d'extinction. Des mesures de protection ont été mises en place pour le préserver.

## Dénomination
Koń wielkopolski, en polonais, se traduit par « cheval de Grande-Pologne », en référence à la Voïvodie de Grande-Pologne d'où est originaire la race. Dans le guide Delachaux, qui contient de nombreuses erreurs, ce nom est traduit de façon erronée par « grand cheval polonais ». L'abréviation courante est « Wlkp », ou bien « Kwlkp » (pour Koń wielkopolski).
Ce cheval est souvent nommé le « Polonais », en français.

## Histoire

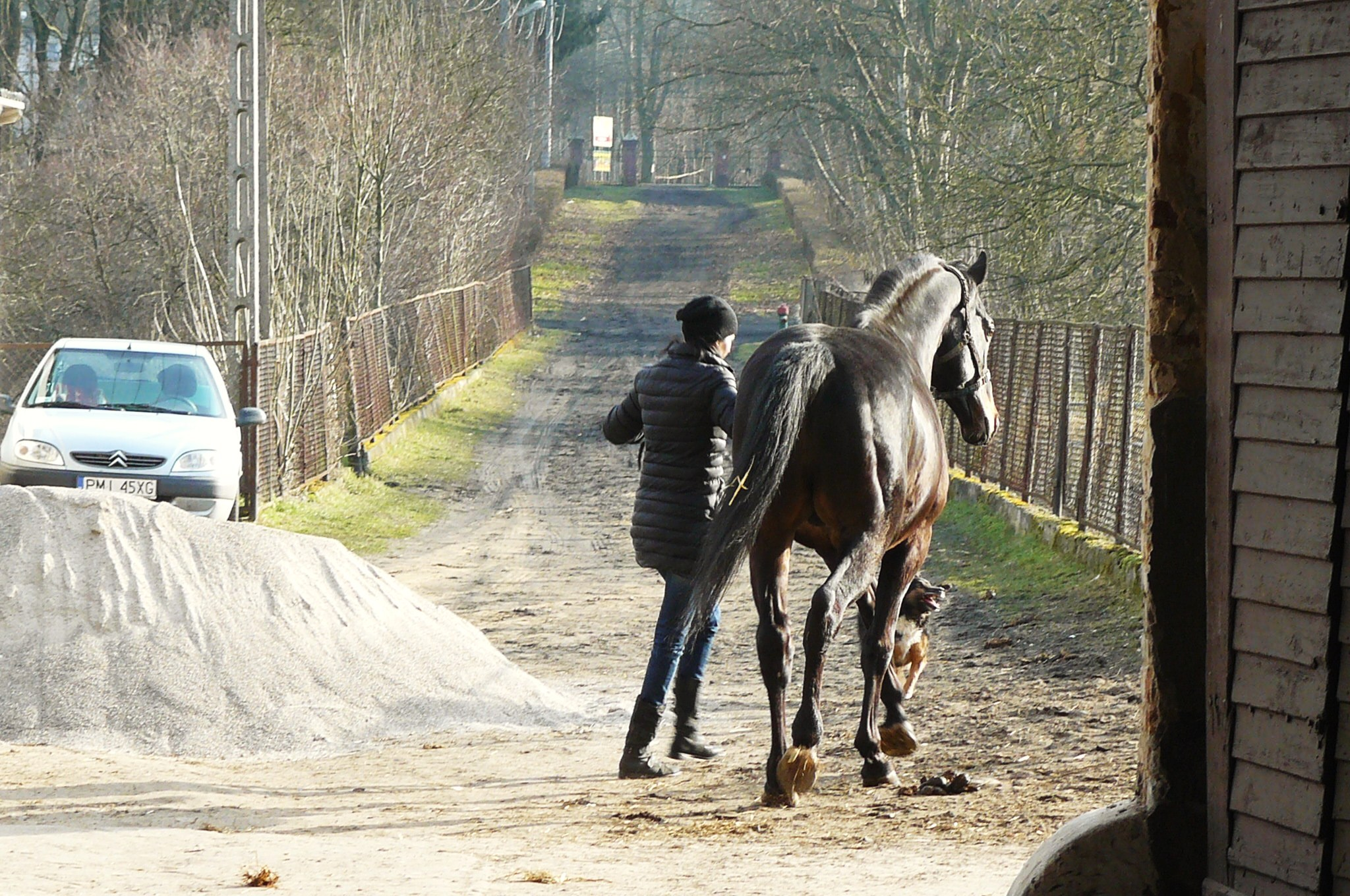
Étalon Wielkopolski au haras de Sieraków.

L'identité du Wielkopolski est façonnée depuis la fin du XIXe siècle, à partir de la race Poznań,,. Sélectionné sous le contrôle des haras nationaux polonais, ce cheval est influencé par l'Arabe et l'Anglo-arabe durant l'entre-deux-guerres, puis par le Trakehner, le Pur-sang et le Hanovrien. Aux tournants des XIXe et XXe siècles, les différentes races de chevaux élevées en Grande-Pologne, bien que portant des noms différents, sont très semblables en termes de type et d'utilisations recherchées.
Le Wielkopolski est récent, puisque son développement remonte aux années qui suivent la Seconde Guerre mondiale,. Il provient du croisement entre deux races de chevaux de selle polonaises, le Mazurien (proche du Trakehner) et le Poznań,. Le 27 décembre 1962, en raison de l'impossibilité de distinguer le Mazurien du Poznań, les registres de ces deux races sont fusionnés sous le nom de Wielkopolski, par le ministère de l'agriculture polonais.
Le Wielkopolski est officiellement reconnu en 1964 ; le premier volume du stud-book est publié l'année suivante,. Dans l'introduction de ce premier volume, les « règles pour la tenue d'un stud-book de chevaux Wielkopolski établies par la Commission (…) et approuvées par le Département de l'élevage de chevaux du Département de la production animale du ministère
de l'agriculture » (Kwlkp t. I partie I), définissent le « modèle généalogique » de ces chevaux par la présence d'ancêtres « de race Trakehner, de Prusse-Orientale, de Hanovre et des dérivés de ces races, comme le Poznań, le Poméranien, etc. », dans les pedigrees, ainsi que les chevaux issus de Pur-sang et d'Arabe, qu'ils soient ou non nés à l'intérieur des frontières polonaises.
C'est alors essentiellement un cheval agricole, les poulains étant sociabilisés au travail avec leur mère, dès leur plus jeune âge. En 1971, Sir Richard Hamilton Glyn décrit le Malopolski (cheval de Petite-Pologne) comme plus élégant et qualiteux que le Wielkopolski. Dans les années 1960 à 1990, grâce à des conditions économiques très favorables, le Wielkopolski devient la race de chevaux polonaise la plus numériquement importante dans ce pays. Son élevage est alors très encadré et contrôlé, rendant théoriquement possible à la race de s'imposer sur le marché du cheval de sport mondial. Un changement d'objectif d'élevage se produit à partir des années 1970 : le cheval de sport devient plus recherché que le cheval agricole.
En 1993, l'effectif recensé est de 120 000 individus,. Cependant, la situation de la race se dégrade ensuite considérablement. Les choix des tenants du stud-book restreignent en effet l'usage des étalons reproducteurs issus d'autres pays européens. En 1995, une nouvelle règle n'autorise à inscrire comme Wielkopolski que les chevaux issus de parents eux-mêmes inscrits comme Wielkopolski, Pur-sang (PS), Arabe (Ar), Anglo-arabe (AA) ou Malopolski ; les chevaux issus d'autres ancêtres ne sont plus acceptés. En 1996, un nouveau recensement ne donne plus que 74 000 têtes dans le stud-book Wielkopolski. La même année, un nouveau modèle de pedigree à l'entrée au stud-book limite la possibilité d'apport des races PS, Ar et AA, provoquant une baisse importante du nombre de juments dans ce stud-book. En 1997, le Wielkopolski est élevé dans 13 haras nationaux polonais, ainsi que par des éleveurs privés qui n'ont généralement qu'un cheval. En 2000, à la demande des éleveurs, l'Association polonaise des éleveurs de chevaux autorise l'utilisation de reproducteurs issus d'autres races, dont le Trakehner, ce qui se traduit par un recours massif à des étalons d'origine étrangère. Cependant, le recours à des races autres que PS, AA, Ar, prussiens ou Trakehner reste interdit à moins que ces ancêtres se trouvent à la sixième génération du pedigree, ou avant.
Cette règle entraîne un effondrement du nombre de chevaux inscrits au stud-book Wielkopolski, au profit du stud-book du cheval de sport polonais, qui accepte de plus larges croisements. Sur le même laps de temps, une analyse du taux d'engagement de chevaux Wielkopolski en compétitions de sports équestres en Pologne montre que la race était dominante en 1984, mais que son usage a fortement décru en 1999, au profit des chevaux issus de demi-sang et de Pur-sang. La décennie 2000-2010 a été, d'après l'analyse de la zootechnicienne Anna Nowicka-Posłuszna, fatale à la race Wielkopolski. En 2008, il ne reste qu'un peu plus de 10 000 Wielkopolski recensés en Pologne. À cette époque, un plan de préservation est conçu dans le cadre de la conservation génétique des races de chevaux d'origine polonaise.
Du 14 au 16 juin 2011, une série de conférences scientifiques se tiennent à Olsztyn, en Pologne, concernant les races « Trakehner et Wielkopolski dans la réalité du XXIe siècle ».

## Description

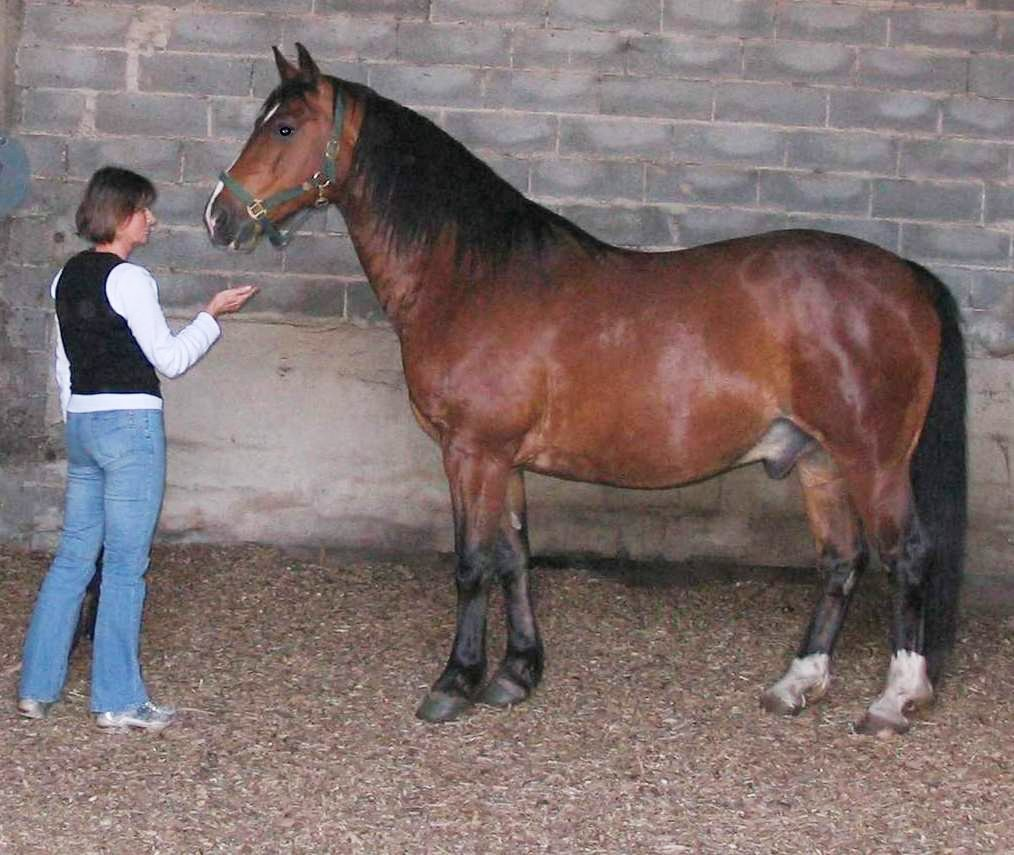
Wielkopolski lourd, robe bai.

Le Wielkopolski est par nature une race composite : il ne diffère pas intrinsèquement des autres chevaux de selle polonais, car la distinction s'est opérée sur la base de l'introduction du cheval oriental. Il est historiquement apparenté au Trakehner : par comparaison au Malopolski, le Wielkopolski présente davantage le type du cheval germanique. C'est aussi un demi-sang typique.

### Taille et poids
La taille moyenne des Wielkopolski a augmenté au fil des années, et de la sélection,. CAB International (2016) indique une fourchette de taille de 1,54 m à 1,65 m. La base de données DAD-IS référence une moyenne de 1,65 m chez les mâles et 1,62 m chez les femelles, pour un poids moyen respectif de 640 et 570 kg. D'après le guide Delachaux (2014 et 2016), il toise de 1,57 m à 1,68 m, parfois plus. L'ouvrage de Cheval Magazine (2013) cite de 1,62 m à 1,66 m pour les mâles, et 1,58 m à 1,61 m pour les femelles. Le Wielkopolski est généralement plus grand que le Malopolski. Il est considéré comme un cheval de poids moyen.

### Morphologie
L'aspect général est celui d'un cheval bien musclé, parfois massif. La tête est petite, au profil rectiligne,, avec des naseaux ouverts. L'encolure est longue, musclée et légèrement incurvée. L'angle de positionnement de l'encolure a la particularité d'être plus haut chez le Wielkopolski que chez d'autres races.
Le garrot est sorti, le poitrail est large et profond. L'épaule est inclinée et plutôt longue, le dos droit et long. L'arrière-main est puissante, la croupe légèrement inclinée. Les membres sont allongés et musclés, les canons courts selon le Guide Delachaux, longs selon Cheval Magazine. Les pieds présentent une bonne qualité. Les crins sont fins.
La circonférence de la poitrine et celle du canon ont augmenté au fil des années. Une étude d'héritabilité des caractères morphologique a été publiée en 1993 (à partir des données de 20 % d'un échantillon de 2 135 chevaux) : l'héritabilité de la conformation corporelle est globalement basse ; par contre, celle de la circonférence de la poitrine est élevée. Une nouvelle étude d'héritabilité a été publiée en 2013 à partir des données de 11 376 chevaux : l'héritabilité est globalement moyenne, mais plus haute en ce qui concerne la taille au garrot et la circonférence du canon.

### Robes

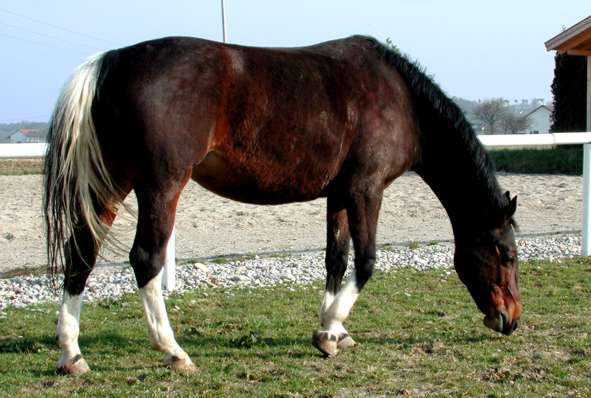
Wielkopolski bai pie.

Les robes les plus fréquentes sont le bai et l'alezan,, cette dernière robe étant plus souvent rencontrée. Cependant, le bai est préféré à l'enregistrement dans le stud-book. Plus rarement, il peut être gris, bai-brun ou noir,.

### Tempérament et allures
Il existe une sélection des étalons Wielkopolski sur le tempérament, l'animal devant se montrer docile tout en déployant de l'énergie. Les allures sont souples et aériennes.

### Génétique et sélection
Bien qu'étroitement apparenté à ce dernier, le Wielkopolski est moins consolidé génétiquement que le Malopolski. Une analyse sur les juments du haras de Rzeczna en 2000 a montré peu de consanguinité ; de façon plus générale, la consanguinité semble faible chez cette race. Les étalons Pur-sang et Arabe sont admis en croisement sur performances en course.
Le Wielkopolski partage un haplotype en commun (noté B) avec le Percheron et l'Arabe, particularité probablement due aux croisements de la race avec le cheval arabe. Le taux d'hétérozygotie, d'après l'étude de Pikula et collègues publiée en 1998, est de 0,338, soit meilleur que chez le Malopolski et le cheval de sport polonais.
24 lignées ont été identifiées (en 2015) chez les étalons, elles-mêmes classées en 2 grands groupes : la lignée Trakehner/Prussien oriental et la lignée Hanovrien/Pur-sang. Cette étude a préconisé le croisement avec des étalons Hanovrien pour relancer la race.
Une étude sur la composition du lait de 10 juments a montré un taux d'acides gras insaturés de 61, 32 % ; par ailleurs le taux d'acides gras saturés est plus bas chez le Wielkopolski que chez le Trait polonais et le Konik.
Les chevaux destinés aux sports équestres sont évalués sur performances.

## Utilisations

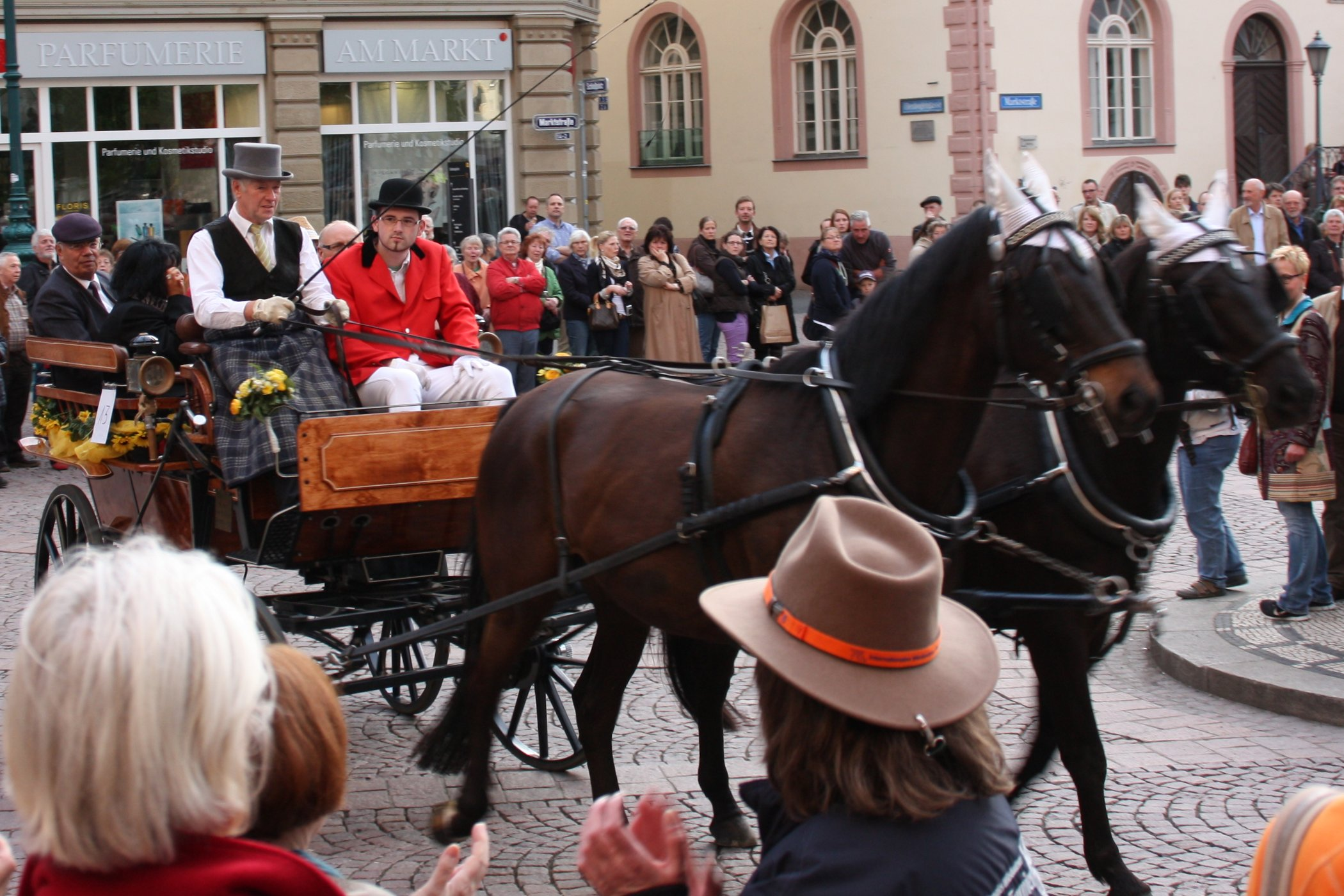
Attelage de Wielkopolski en Hesse, en Allemagne, en 2013.

Marqué par son passé d'utilisations rurales, le Wielkopolski est un cheval polyvalent. Il fut employé pour des travaux agricoles de traction légère, il sert désormais beaucoup plus dans l'équitation de compétition,, surtout comme cheval de selle ou d'attelage. À l'attelage, il est réputé pour être à l'écoute, maniable et endurant. Si la race convient à la randonnée équestre et au dressage, elle est en revanche souvent trop lourde pour pratiquer le saut d'obstacles. Sept jeunes Wielkopolski ont néanmoins fait l'objet d'une étude concernant l'évolution de leur aptitude au saut en liberté (2013). Le Malopolski est davantage adapté au saut d'obstacles que le Wielkopolski ; les races polonaises natives ne sont présentes que de façon marginale aux niveaux internationaux des compétitions d'obstacle.
Ces chevaux sont aussi utilisés pour l'équithérapie en Pologne. Ils représentent une potentielle attraction pour le tourisme. Il arrive que des Wielkopolski soient élevés pour leur viande.
Enfin, les Wielkopolski participent activement à la formation d'autres races de chevaux, en particulier ses juments poulinières, dont les poulains entrent ensuite au stud-book du cheval de sport polonais.

## Diffusion de l'élevage
La race est native de Pologne, locale, et propre à ce pays,. Elle reste essentiellement présente dans son pays d'origine. Elle est notamment originaire du centre-ouest de la Pologne. Les effectifs ont beaucoup chuté au début du XXIe siècle. L'étude menée par l'université d'Uppsala, publiée en août 2010 pour la FAO, signale le Wielkopolski comme race locale d'Europe qui n'est pas menacée d'extinction. En 2012, d'après CAB International, les effectifs se situent à environ 2 500 têtes, avec programme de conservation. D'après Tadeusz Szulc, en 2010, le stud-book comptait 2 304 sujets inscrits, dont 70 étalons. L'Organisation des Nations unies pour l'alimentation et l'agriculture (FAO) classe désormais (2017) le Wielkopolski comme étant « en danger » d'extinction. Le dernier recensement disponible sur DAD-IS, celui de 2016, donne un effectif de 1 400 têtes, avec tendance à la baisse. L'ouvrage Equine Science (4e édition de 2012) classe le Wielkopolski parmi les races de chevaux de selle peu connues au niveau international.
L'auteure du guide Delachaux (2016) prétend que cette race serait « appréciée en Pologne et de plus en plus recherchée », opinion qui n'est pas soutenue par les statistiques et les informations officielles.
Quelques Wielkopolski ont été importés en France dans les années 1990.

#### Articles de recherche
- [Borowska et Szwaczkowski 2014] (en) Alicja Borowska et Tomasz Szwaczkowski, « Pedigree analysis of Polish warmblood horses participating in riding performance tests », Canadian Journal of Animal Science, vol. 95, no 1,‎ 28 novembre 2014, p. 21–29 (ISSN 0008-3984, DOI 10.1139/CJAS-2014-006, lire en ligne, consulté le 20 décembre 2017)
- [Cieśla et Janiszewska 1997] (en) A. Cieśla et J. Janiszewska, « Level of some elements in blood serum and coat of Wielkopolski Breed and Polish Primitive Horses », Zesz. Nauk. AR Szczec. Zootech, vol. 177, no 35,‎ 1997, p. 259-266
- [Danielewicz et al. 2013] (en) Agata Danielewicz, Marek Łukaszewicz, Elżbieta Czerniak et Marian Kaproń, « Genetic parameters of body conformation and performance traits of Wielkopolski horses registered in the successive volumes of the Herdbook », Archives Animal Breeding, vol. 56, no 1,‎ 10 octobre 2013, p. 127–136 (ISSN 0003-9438, DOI https://doi.org/10.7482/0003-9438-56-012, lire en ligne, consulté le 27 décembre 2018)
- [Kaproń, Pieta et Kaproń 1993] (en) Marian Kaproń, M. Pieta et H. Kaproń, « Heritability variation of conformation traits in Wielkopolski horse as affected by the statistical model used », Animal Science Papers and Reports,‎ 1993 (ISSN 0860-4037)
- [Kaproń et al. 2015] (en) Marian Kaproń, E. Czerniak, M. Lukaszewicz et Agata Danielewicz, « The breeding value of Wielkopolski horses belonging to particular stallion lineages in the successive volumes of the Stud book, as evidenced by their body conformation and performance traits », Acta Scientiarum Polonorum. Zootechnica, vol. 14, no 1,‎ 2015, p. 77-90 (ISSN 1644-0714, lire en ligne [PDF]).
- [Nowicka-Posłuszna 2011] (pl) Anna Nowicka-Posłuszna, « Zmiany modelu rodowodowego koni rasy wielkopolskiej » [« Changements dans le modèle de pedigree des chevaux Wielkopolski »], Wiadomości Zootechniczne, vol. R. XLIX, no 1,‎ 2011, p. 89–99 (lire en ligne [PDF])
- [Stachurska et Brodacki 2000] (en) A. Stachurska et A. Brodacki, « Genetic structure of Wielkopolski horse population with respect to basic coat colours », Roczniki Naukowe Zootechniki, vol. 27, no 4,‎ 2000 (ISSN 0137-1657, lire en ligne, consulté le 28 décembre 2018)